# Robert Menasse
Robert Menasse (Viena, 21 de junio de 1954) es un escritor, traductor y ensayista austríaco que vive y trabaja principalmente en Viena.

## Biografía
Robert Menasse estudió filología alemana, filosofía y ciencias políticas en Viena, Salzburgo y Mesina y escribió su tesis doctoral en 1980 intitulada Typus des Außenseiters im Literaturbetrieb, am Beispiel Hermann Schürrer (traducible como: La marginalidad en la literatura utilizando el ejemplo de Hermann Schürrer).
Desde 1981 hasta 1986 enseñó en la Universidad de São Paolo en Brasil. Primero como profesor adjunto de literatura austríaca y después como profesor invitado en el departamento de teoría literaria. En sus asignaturas hizo hincapié en las teorías de estética y filosofía y hablaba mucho de los filósofos Georg Hegel, Georg Lukács, Walter Benjamin o Theodor Adorno.
Desde que volvió de Brasil, ha trabajado como escritor autónomo, intelectual, poeta, crítico, ensayista y traductor del portugués brasileño y ha tenido su sede permanente en Viena. Desde 1981 forma parte de la mayor sociedad de escritores en Austria, la Grazer Autorinnen Autorenversammlung (traducible como: Asamblea de Autores de Graz) y desde 1993 también forma parte de la más antigua asociación de escritores en Austria, del Österreichische P.E.N club (traducible como: PEN club de Austria). Sin embargo, se dio de baja del PEN club de Austria en 1998 en protesta por la adhesión de Paul Kruntorad.

## Familia
Robert Menasse es hijo de Hans Menasse y de Hilda Boigner, hermanastro de Eva y Tina Menasse y marido de Elisabeth Menasse-Wiesbauer.
Hans Menasse nació el 5 de marzo de 1930 en Viena en el seno de una familia judía. En 1938 Hans y su hermano Kurt Menasse tuvieron que huir del régimen nacionalsocialista. Por lo tanto, se fueron a Inglaterra en el marco de la iniciativa Kindertransport (traducible como: transporte de niños) y regresaron a Viena después de la guerra. A finales de los años 40 y durante los años 50 Hans tuvo mucho éxito como futbolista con su equipo de fútbol Viena FC 1894 e incluso jugó dos partidos con el equipo nacional de Austria.
Tina Menassa estudió biología y trabaja para una empresa farmacéutica hasta hoy, mientras Robert y Eva Menasse siguieron una carrera como escritores. Robert Menasse está casado con Elisabeth Menasse-Wiesbauer, que era directora del ZOOM Kindermuseum (traducible como: El Museo infantil Zoom) durante 25 años. No tienen hijos.

## Novelas
Sinnliche Gewissheit (1988) fue la primera novela publicada por Robert Menasse en. En 1991 publicó Selige Zeiten, brüchige Welt y en 1995 Schubumkehr. Las tres novelas constituyen la trilogía Trilogie der Entgeisterung. Sin embargo, se trata de una trilogía que en realidad consta de cuatro tomos, porque en 1995 también se publicó la nota final de Menasse con el título: Phenomenologie der Entgeisterung.
Sinnliche Gewissheit tiene lugar en São Paolo y trata del protagonista austriaco Roman Gilanian. La novela explora la falta de implicación del personaje en su propia vida. Es una obra filosófica donde el personaje se pierde cada vez más en un estado de autorreflexión. En Selige Zeiten, brüchige Welt la narración está ambientada entre Brasil y Viena. El protagonista, Leo Singer, es un aspirante a filósofo que es capaz de impresionar a su público, pero no alcanza los objetivos que se ha fijado en la vida. Es a la vez una novela policíaca y filosófica. Finalmente, en Schubumkehr el protagonista, Roman Gilanian, vuelve a un pequeño pueblo en Austria justo en el momento de los grandes cambios políticos de 1989 y 1990. La narrativa de Menasse desmantela la idea de Heimat (patria) tanto de un punto de vista social como personal.
En Vertreibung aus der Hölle (2001) se cuentan dos narrativas paralelas. Una tiene lugar en el contexto de la época del siglo XVII y la otra en el siglo XX. Las realidades de los dos protagonistas judíos siempre se pueden relacionar con el nacionalsocialismo, un tema que Robert Menasse usa mucho a través de sus obras. En Don Juan de la Mancha, prevalen las ideas centrales de amor, sexo y deseo o más bien desgana. No es una novela romántica en el sentido clásico, en la que hombre y mujer se encuentran, sino una novela sobre el amor en los tiempos de la liberación sexual en la sociedad posterior al 68.
La última novela publicada por Menasse en 2017 es Die Hauptstadt que fue denominada la primera novela sobre la Unión Europea. Ante la crisis migratoria de 2015 en Europa y el Brexit, Menasse intenta crear una imagen positiva de la UE en la mente de sus lectores. También presentó las ideas que utiliza en la novela en un discurso de apertura con motivo del 60.º aniversario de los Tratados de Roma el 21 de marzo de 2017 en el Parlamento Europeo en Bruselas. En general, los problemas y las posibilidades que presenta la Unión Europea para sus habitantes, es un planteamiento que reaparece a menudo en varios ensayos escritos por Robert Menasse.

## Obras

### Novelas
- Sinnliche Gewißheit. Rowohlt, Reinbek cerca de Hamburgo 1988, ISBN 3-499-12248-0, [traducible como: Sensual certeza]
- Selige Zeiten, brüchige Welt. Residenz, Salzburgo/Viena 1991, ISBN 3-701-70717-0, [Tiempos felices, frágil mundo]
- Schubumkehr (3.ª edición). Residenz, Salzburg/Viena 1995, ISBN 3-701-70918-1, [traducible como: Empuje inverso]
- Phänomenologie der Entgeisterung: Geschichte des verschwindenden Wissens. Suhrkamp, Fráncfort del Meno 1995, ISBN 3-518-38889-4, [traducible como: Fenomenología del espíritu]
- Die Vertreibung aus der Hölle. Suhrkamp, Fráncfort del Meno 2001, ISBN 3-518-41267-1, [La expulsión del infierno]
- Don Juan de la Mancha oder die Erziehung der Lust. Suhrkamp, Fráncfort del Meno 2007, ISBN 3-518-41910-2, [Don Juan de la Mancha: o la educación del placer]
- Die Hauptstadt. Suhrkamp, Berlín 2017, ISBN 978-3-51-842758-3, [La capital]

### Ensayos
- Die sozialpartnerschaftliche Ästhetik. Essays zum österreichischen Geist. Sonderzahl, Viena 1990, ISBN 3-854-49027-5, [traducible como: La estética de la cooperación social. Ensayos sobre el espíritu austríaco]
- Das Land ohne Eigenschaften. Essays zur österreichischen Identität (2.ª edición). Sonderzahl, Viena 1993, ISBN 3-854-49047-X, [traducible como: El país sin características. Ensayos sobre la identidad austríaca]
- Überbau und Underground: Die sozialpartnerschaftliche Ästhetik; Essays zum österreichischen Geist, Suhrkamp, Fráncfort del Meno 1997, ISBN 3-518-39148-8.
- Dummheit ist machbar. Begleitende Essays zum Stillstand der Republik (2.ª edición). Sonderzahl, Viena 1999, ISBN 3-854-49155-7. [traducible como: La estupidez es posible. Ensayos sobre la paralización de la república]
- Erklär mir Österreich. Essays zur österreichischen Geschichte. Suhrkamp, Fráncfort del Meno 2000, ISBN 3-518-39661-7. [traducible como: Explícame Austria. Ensayos sobre la historia de Austria]
- Das war Österreich. Gesammelte Essays zum Land ohne Eigenschaften. Schörkhuber, Eva. (ed), Suhrkamp, Fráncfort del Meno 2005, ISBN 3-518-45691-1. [traducible como: Así era Austria. Colección de ensayos sobre el país sin características]
- Der Europäische Landbote, Die Wut der Bürger und der Friede Europas oder Warum die geschenkte Demokratie einer erkämpften weichen muss. Zsolnay, Viena 2012, ISBN 978-3-55-205616-9. [traducible como: El mensajero europeo, la rabia de los ciudadanos y la paz en Europa o porque la democracia regalada tiene que dar lugar a una democracia luchada.]

### Obras de teatro
- Das Paradies der Ungeliebten. Estreno el 7 de octubre de 2006, teatro nacional de Darmstadt, [traducible como: El paraíso de los no queridos]
- Doktor Hoechst – Ein Faustspiel. Estreno el 25 de abril de 2009, teatro nacional de Darmstadt, [traducible como: El doctor Hoechst - una pieza de Fausto]

### Otras obras
- Hysterien und andere historische Irrtümer. Sonderzahl, Viena 1996, ISBN 3-854-49099-2, [traducible como: Histerias y otros errores históricos]
- Die Zerstörung der Welt als Wille und Vorstellung: Frankfurter Poetikvorlesungen. Suhrkamp, Fráncfort del Meno 2006, ISBN 3-518-12464-1, [traducible como: La destrucción del mundo imaginado en términos de voluntad y imaginación]
- Das Ende des Hungerwinters. Lectura – Hoffmann und Campe, Hamburgo 2008, ISBN  978-3-455-30595-1, [traducible como: el fin de la hambre en invierno]
- Ich kann jeder sagen: Erzählungen vom Ende der Nachkriegsordnung. Suhrkamp, Fráncfort del Meno 2009, ISBN 978-3-51-842114-7, [traducible como: Cualquiera puede decir yo: narraciones del fin de la posguerra]
- Permanente Revolution der Begriffe: Vorträge zur Kritik der Abklärung. Suhrkamp, Fráncfort dl Meno 2009, ISBN 978-3-51-812592-2, [traducible como: Revolución permanente de los conceptos. Discursos sobre el concepto de la clarificación]
- Heimat ist die schönste Utopie: reden (wir) über Europa. Suhrkamp, Berlín 2014, ISBN 978-3-51-812689-9, [traducible como: la patria es la utopía más bonita: Hablemos sobre Europa: Discursos sobre Europa]
- Weil Europa sich ändern muß: im Gespräch mit Gesine Schwan, Robert Menasse, Hauke Brunkhorst. Springer VS, Wiesbaden 2015, ISBN 978-3-65-801391-2, [traducible como: Porque Europa tiene que cambiar: Una charla con Gesine Schwan, Robert Menasse, Hauke Brunkhorst]
- Europa. Die Zukunft der Geschichte. catálogo y exposición en el Kunsthaus Zürich. Cathérine Hug und Robert Menasse (editor), con artículos de Melinda Nadj Abonji, Zygmunt Bauman, Horst Bredekamp, Burcu Dogramaci, Julia Kristeva, Konrad Paul Liessmann, Thomas Maissen, NZZ libro, Zúrich 2015, ISBN 978-3-03810-088-1, [traducible como: Europa es el futuro de la historia]
- Was ist Literatur?: Ein Miniatur-Bildungsroman. Bernstein, Siegburg 2015, ISBN 978-3-94-542609-8, [traducible como: ¿Qué es la literatura? Una pequeña novela de aprendizaje]
- Feiert das Leben!: elf Lebensmasken werden zu Kunst: Cooperación entre la organización Caritas y el Museo de Historia del Arte, Verlag für moderne Kunst, Viena 2016, ISBN 978-3-90-300462-7, [traducible como: ¡Celebrad la vida!]
- Warum? Das Vermächtnis des Jean Améry. Cathérine Hug im Gespräch mit Robert Menasse über Jean Améry, seine Wirkung und Aktualität. Bernstein, Siegburg 2016, ISBN 978-3-945426-21-0, [traducible como: ¿Porqué? El legado de Jean Améry]
- Eine kurze Geschichte der europäischen Zukunft Warum wir erringen müssen, was wir geerbt: das Europa der Regionen. En: Re:thinking Europe. Holzhausen, Viena 2018, ISBN 978-3-90-320715-8., pág. 218, [traducible como: Breve historia del futuro europeo]
- Europa. Akzente, 3 /2016. Robert Menasse und Jo Lendle (editor), con artículos de Lily Brett, György Dragomán, Dana Grigorcea, Zbigniew Herbert, Elfriede Jelinek, Ingo Schulze, Adam Zagajewsk, Carl Hanser, Múnich 2016, ISBN  978-3-446-25547-0, [traducible como: énfasis en Europa]
- Kritik der Europäischen Vernunft – Critique de la raison européene – A Critique of European Reason. Festrede vor dem Europäischen Parlament: „60 Jahre Römische Verträge“. Bernstein, Siegburg 2017, ISBN 978-3-945426-28-9, [traducible como: Crítica de la razón europea]

### Traducciones al español
- Selige Zeiten, brüchige Welt. (1991). Tiempos felices, frágil mundo. Trad por Carlos Fortea, Alianza Ed, Madrid 2008, ISBN 978-8-42-068245-7.
- Die Vertreibung aus der Hölle. (2001). La expulsión del infierno. Trad. por Thomas Kauf, Alianza Ed, Madrid 2004, ISBN 8-420-64566-4.
- Don Juan de la Mancha oder die Erziehung der Lust. (2007). Don Juan de la Mancha: o la educación del placer. Trad. por Carlos Fortea, Alianza Ed, Madrid 2009, ISBN 978-8-42-065144-6.
- Die Hauptstadt. (2017). La capital. Trad por Carmen Gauger, Seix Baral, Barcelona 2018, ISBN  978-8-43-223402-6.

## Premios
- 1989, Förderungspreis der Stadt Wien für Literatur, [traducible como: premio de literatura del Ayuntamiento de Viena][12]

- 1990, Heimito-von-Doderer-Preis der Niederösterreichischen Gesellschaft für Kunst und Kultur, [traducible como: premio Heimito von Doderer]
- 1992, Hans-Erich-Nossack-Förderpreis für Prosa des Kulturkreises der Deutschen Wirtschaft im Bundesverband der Deutschen Industrie Köln, [traducible como: premio Hans Erich Nossack]
- 1992: Förderungspreis für Literatur des Theodor-Körner-Stiftungsfonds zur Förderung von Wissenschaft und Kunst, [traducible como: premio Theodor Körner]
- 1994, Marburger Literaturpreis, [traducible como: premio de literatura de Marburgo]
- 1994, Alexander-Sacher-Masoch-Preis, [traducible como: premio Alexander Sacher Masoch]
- 1996, Hugo-Ball-Preis der Stadt Pirmasens, [traducible como: premio Hugo Ball]
- 1998, Österreichischer Staatspreis für Kulturpublizistik, [traducible como: premio nacional de Austria de periodismo cultural]
- 1999, Premio de Grimmelshausen
- 1999, Writer in Residence in Amsterdam[13]
- 2002, Premio Joseph Breitbach
- 2002, Premio Friedrich Hölderlin
- 2002, Lion-Feuchtwanger-Preis der Berliner Akademie der Künste, [traducible como: premio Lion Feuchtwanger]
- 2002, Marie Luise Kaschnitz-Preis der Evangelischen Akademie Tutzing, [traducible como: premio Marie Luise Kaschnitz]
- 2003, Erich-Fried-Preis, [traducible como: premio Erich Fried]
- 2003, Niederländischer Buchpreis, [traducible como: premio neerlandés del libro]
- 2006, Otorgamiento del grado de caballero del Orden de las Artes y las letras
- 2010, Goldenes Wiener Verdienstzeichen, [traducible como: Orden Dorado de Honor del Ayuntamiento de Viena]
- 2012, Österreichischer Kunstpreis für Literatur, [traducible como: premio nacional de arte para la literatura]
- 2013, Donauland-Sachbuchpreis, [traducible como: premio Donauland para libros de divulgación]
- 2013, Premio Heinrich Mann
- 2013, Das politische Buch, [traducible como: premio libro político de la Fundación Friedrich Ebert]
- 2014, Max Frisch-Preis der Stadt Zürich, [traducible como: premio Max Frisch del Ayuntamiento de Zúrich]
- 2014, Großes Goldenes Ehrenzeichen des Landes Niederösterreich, [traducible como: Grande Orden Dorado de Honor del Estado de Baja Austria]
- 2015, Niederösterreichischer Kulturpreis – Würdigungspreis, [traducible como: premio cultural de Baja Austria]
- 2015, Prix du livre européen,  [traducible como: premio del libro europeo]
- 2017, Deutscher Buchpreis, [traducible como: premio alemán del libro][14]
- 2018, Walter-Hasenclever-Literaturpreis, [traducible como: premio Walter Hasenclever]
- 2019, Carl-Zuckmayer-Medaille, [traducible como: medalla Carl Zuckmayer]
- 2019, Prix Littéraire des Lycées Français d'Europe, [traducible como: premio de literatura de los liceos franceses de Europa]
- 2020, China’s annual foreign novel award, [traducible como: premio chino para novelas extranjeras]

## Becas
- 1987, Staatsstipendium für Literatur, [traducible como: beca nacional de literatura]
- 1991, Staatsstipendium des Bundesministeriums für Unterricht und Kunst für Literatur, [traducible como: beca nacional de enseñanza, arte y literatura]
- 1992/1993: Elias-Canetti-Stipendium der Stadt Wien [traducible como: beca Elias Canetti]
- 1994: Aufenthalt in Berlin im Rahmen eines Stipendiums des DAAD [traducible como: beca del DAAD]